# سوزان ويبر
سوزان ويبر (بالإنجليزية: Susan Weber Soros)‏ هي مؤرخة أمريكية، ولدت في 1954 في بروكلين في الولايات المتحدة.